# Октябрський (Ольховський район)
Октябрський (рос. Октябрьский) — селище у Ольховському районі Волгоградської області Російської Федерації.
Населення становить 726  осіб. Входить до складу муніципального утворення Октябрське сільське поселення.

## Історія
Населений пункт розташований у межах українського історичного та культурного регіону Жовтий Клин.
Згідно із законом від 24 грудня 2004 року № 978-ОД органом місцевого самоврядування є Октябрське сільське поселення.

## Населення
| 2010 | 2012 | 2013 | 2014 | 2015 | 2016 | 2017 |
| ---- | ---- | ---- | ---- | ---- | ---- | ---- |
| 751  | ↗763 | ↘752 | ↘746 | ↗780 | ↘738 | ↘726 |